# Karl Heinz Knepper
Karl Heinz Knepper (* 15. Februar 1945 in Mittweida; † 14. Mai 2014 in Harzgerode) war ein lyrischer Tenor.

## Leben und Schaffen
Nach dem Besuch der Schule in Mittweida begann Knepper eine Maurerlehre. 1970 heiratete er Gabriele Raschke. Nach einem Studium an den Musikhochschulen Leipzig und Weimar erhielt er den Hochschulabschluss als Sänger/Solist (klassisches Fach). Danach wirkte er als Solist in der Stimmlage Tenor am Opernhaus Karl-Marx-Stadt und im Theater der Stadt Döbeln. Von 1981 bis 1992 war er als lyrischer Tenor am Thomas-Müntzer-Theater in Eisleben engagiert.
1991 erwarb Knepper ein historisches Bauerngehöft in der Stadt Güntersberge. Nach einer Sanierung und Umbauarbeiten wurde dort 1997 ein Mausefallen- und Kuriositätenmuseum eröffnet.
Karl Heinz Knepper starb 2014 im Harzgeroder Ortsteil Güntersberge, die Beisetzung erfolgte im Friedwald Sangerhausen.